# Peer Sibast
Peer Sibast (4. februar 1942 - 11. maj 2020) var en dansk oversætter og forfatter.

## Biografi
Peer Sibast er især kendt for sine oversættelser af centrale spanske, portugisiske og latinamerikanske forfatterskaber fra det 20. århundrede.
Uddannet som lærer fra Skårup Statsseminarium med virke i folkeskole, højskole og seminarium inden han skiftede spor. En tid virkede han ved Tønder Statsseminarium, hvor han med studerende som optrædende og musikere instruerede skuespil og cabaret'er.
I årenes løb lavede han radio-montager i DR, var tv-anmelder på Politiken, samt skrev og oversatte noveller og digte for DR og mange danske aviser og tidsskifter.
Sammen med hustruen Grete (1947-2010) på klaver har han i et par årtier optrådt i provinsen med sin skønsang og recitation af dansk og fremmed digtning.

### Egne værker
- Guitar og gråd - hyldest til Andalusien. 2010 Bøegh.
- I aftenrøden. 2010 Forlaget Aesculus.
- Den thurinske sommer. 2010 Forlaget Aesculos.
- Den frisiske nat - folkeskuespil i fem akter. 2000 Forlaget Drama.
- Drømmeren - et dramatisk digt om Christiern den Anden. 2000 Forlaget Drama.
- Lucifers drøm. 1987 Kimære.
- Drømmerne fra Illinois: Et lærestykke om historien, fascismen og håbets fattigdom: For gymnasier, seminarier, højskoler og anden voksenundervisning. 1981 Forlaget Drama

### Oversættelser
- Hundrede kærlighedssonetter af Pablo Neruda. Oversat af Peer Sibast. 2011 Forlaget Sohn.
- Adiós Hemingway af Leonardo Padura. Oversat af Peer Sibast. 2010 Forlaget Sohn.
- Elementære Oder af Pablo Neruda. Oversat af Peer Sibast. 2009 Forlaget Sohn.
- Forårsblæst over Havana af Leonardo Padura Oversat af Peer Sibast. 2009 Forlaget Sohn.
- Den ulastelige cubaner af Leonardo Padura, Oversat af Peer Sibast. 2009 Forlaget Sohn.
- Maskespil i Havana af Leonardo Padura. Oversat af Peer Sibast. 2009 Forlaget Sohn.
- Døden udebliver indimellem af José Saramago. Oversat af Peer Sibast. 2008 Rosinante & Co / Samleren.
- Salamis' Soldater af Javier Cercas. Oversat af Peer Sibast. 2005 Forlaget Sohn
- En beretning om klarsyn af Jose Saramago. Oversat af Peer Sibast. 2005 Rosinante & Co / Samleren.
- Sidste digte af Pablo Neruda. Oversat af Peer Sibast. 2004 Tiderne Skifter.
- Den duplikerede mand af José Saramago. Oversat af Peer Sibast. 2004 Rosinante & Co / Samleren
- Værftet af Juan Carlos Onetti. Oversat af Peer Sibast. 2003 Husets Forlag.
- Fald fra Himlen af Ray Loriga. Oversat af Peer Sibast. 2003 Husets Forlag
- Hulen af José Saramago. Oversat af Peer Sibast. 2002 Rosinante & Co / Samleren.
- Ravnekrog af Ben Gadd. Oversat af Peer Sibast. 2002 Rosinante & Co / Forum.
- Min pris er ingen af Martin Casariego. Oversat af Peer Sibast. 2000 Husets Forlag.
- Teater 1-111 af Federico Garcia Lorca. Oversat af Peer Sibast. 2000 Husets Forlag.
- Fuldmåne af Antonio Muñoz Molina. Oversat af Peer Sibast. 2000 Husets forlag.
- Teater I,II og III af Federico Garcia Lorca. På dansk af Peer Sibast inkl. noter og efterskrift. Husets Forlag, 1999.
- Alle Navnene af José Saramago. Oversat af Peer Sibast. 1999 Rosinante & Co / Samleren.
- Den sorte herold af César Vallejo. Oversat af Peer Sibast. 1999 Husets Forlag
- Victor af Joan Jara. Oversat af Peer Sibast. Rosinante / Høst & Søn.
- Ensomhedens labyrint af Octavio Paz. Oversat af Peer Sibast. 1998 Gyldendal
- En fortælling om blindhed af José Saramago. Oversat af Peer Sibast. Rosinante & Co / Samleren.
- Vinteren i Lissabon af Antonio Muñoz Molina. Oversat af Peer Sibast. Husets Forlag.
- På glødende kul af Emile Ratelband. Oversat af Peer Sibast. Borgen.
- Madrids mysterier af Antonio Muñoz Molina. Oversat af Peer Sibast. Husets Forlag.
- Ligsamler af Juan Carlos Onetti. Oversat af Peer Sibast. Husets Forlag.
- Den polske rytter af Antonio Muñoz Molina. Oversat af Peer Sibast. Husets Forlag
- Hunden som smilede af Ulf Stark. Oversat af Peer Sibast. Gyldendal.
- Den artistiske moder af Rubem Fonseca. Oversat af Peer Sibast. 1990 Forlaget Klim.
- Stjernens time af Clarice Lispector. Oversat af Peer Sibast. 1989 Husets Forlag.
- Sergenten af João Ubaldo Ribeiro. Oversat af Peer Sibast. 1991 Husets Forlag.
- Passionen ifølge G.H af Clarice Lispector. Oversat af Peer Sibast. 1995 Husets Forlag.
- Omfavnelsernes bog af Eduardo Galeano. Oversat af Peer Sibast. Klim.
- Mørkets herre af Antonio Muñoz Molina. Oversat af Peer Sibast. Husets Forlag.
- De døde har vinger af mos af Federico Garcia Lorca. Oversat af Peer Sibast. Husets Forlag, 1990.
- Sigøjnerballader af Federico Garcia Lorca. Oversat af Peer Sibast. Husets Forlag, 1990.
- Stedmoderens pris af Mario Vargas Llosa. Oversat af Peer Sibast. Klim.
- Beatus ille af Antonio Muñoz Molina. Oversat af Peer Sibast. Husets Forlag.
- Paradisets hunde af Abel Posse. Oversat af Peer Sibast. Lindhardt og Ringhof / Centrum.
- Digter i New York / Poeta en Neuva York af Federico Garcia Lorca. På dansk af Peer Sibast, grafiske arbejder af Bjørn Nørgaard, Brøndum, 1983.
- Jeg blev født til at skabe af Pablo Neruda. Oversat af Peer Sibast. 1980 Forlaget Rhodos.
- Tyve kærlighedsdigte og en fortvivlet sang af Pablo Neruda. Oversat af Peer Sibast. 1979 Prometheus.
- Joaquim Murietas bedrifter og død af Pablo Neruda. Gendigtet af Peer Sibast. 1979 Forlaget Drama.
- Ophold på jorden af Pablo Neruda. Oversat af Peer Sibast. 1978 Brøndum.
- Ord i tiden - 13 digtere i dansk gendigtning. Udvalgt og oversat af Peer Sibast. 1978 Prometheus.
- Man vender tilbage til sig selv: Antologi over den sene poisi af Pablo Neruda. Oversat af Peer Sibast. 1978 Prometheus.
- Cante Jondo-digtene 1921 / Poema del Cante Jondo 1921 af Federico Garcia Lorca. Oversat af Peer Sibast, grafik af Bodil Kaalund, Brøndum, 1976.
- Spanien i hjertet: Hymne til folkets tapperhed i krigen (1936-1937) af Pablo Neruda. Oversat af Peer Sibast og Ivan Malinovski. 1975 Forlaget Rhodos.
- Joaquim Murietas bedrifter og død af Pablo Neruda. Gendigtet af Peer Sibast. 1974 Hørespilarkivet, Danmarks Radio.
- Jeg bekender, jeg har levet: Erindringer af Pablo Neruda. Oversat af Peer Sibast. 1974 Forlaget Rhodos.
- Den store sang af Pablo Neruda. Oversat af Peer Sibast; Illustration af Dea Trier Mørch. 1974 Forlaget Rhodos.
- Blodig himmel: Kampdigte fra mange år af Pablo Neruda. Dansk gendigtning fra spansk ved Peer Sibast. 1971 Demos.

## Priser og Legater
- 1996 Forfatterinderne Elsa og Charlotte Engholms forfatterlegat.
- 1994 Forfatterinderne Elsa og Charlotte Engholms forfatterlegat.[2]
- 1985 Johannes Ewald legatet.[3]